# Catharinakerk (Oppenheim)
De Catharinakerk (Duits: Katharinenkirche) in de Duitse stad Oppenheim (Rijnland-Palts) is een voornaam voorbeeld van een gotische kerk in het Rijndal tussen Keulen en Straatsburg.

## Geschiedenis

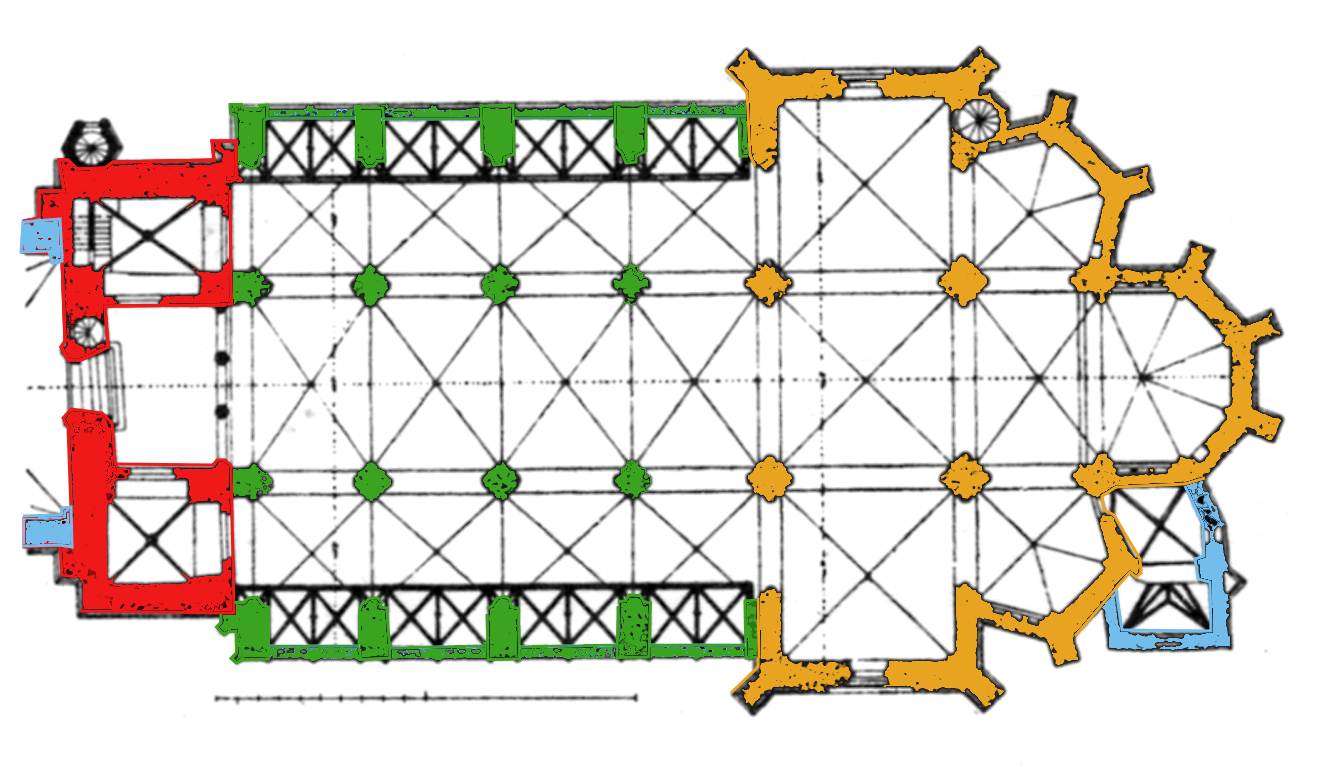
Plattegrond met de verschillende bouwfasen van de kerk

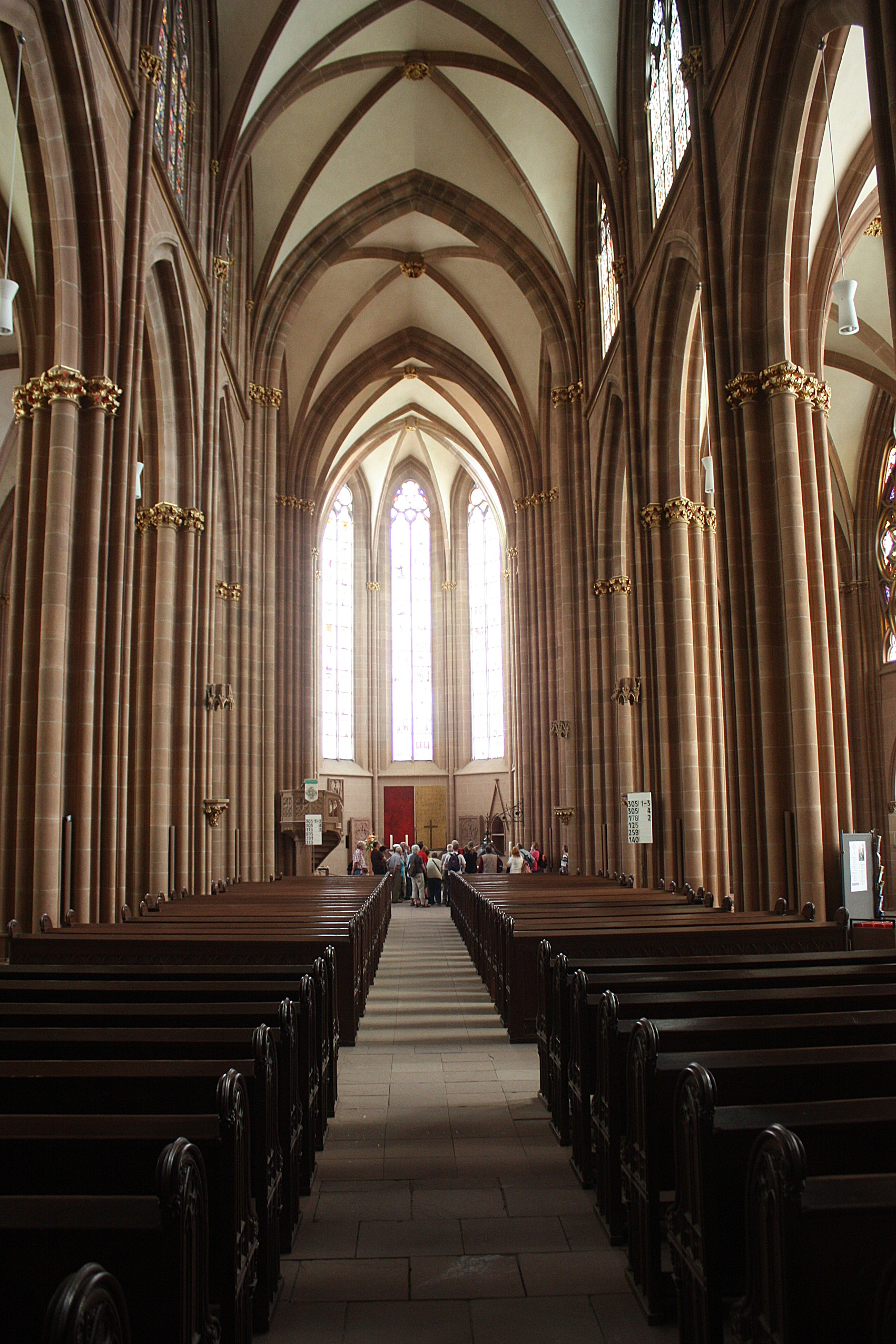
Overzicht interieur

Met de bouw van de kerk werd vermoedelijk begonnen nadat Oppenheim in 1225 een vrije rijksstad was geworden. In de bouw van rode zandsteen zijn stijlelementen van laatromaanse en gotische bouwperiodes verenigd.
Omstreeks 1258 zouden de werkzaamheden aan de eerste romaanse bouwfase zijn afgesloten. Met het oprichten van de oostelijke toren werd in 1262 begonnen en in 1317 ving men aan met het werk aan het kerkschip. Het bouwbegin van het kerkschip is vastgelegd in een inschrift in de vorm van een rond brood rechts naast de kleine ingangspoort van de kerk. De steen wordt Hungerbrotstein genoemd, hetgeen verwijst naar de in die tijd hoge prijs van brood.

### De Mainzer parochiekerk
De Catharinakerk werd bediend vanuit de oude (in 1837 afgebroken) Sint-Sebastiaankerk in de oude binnenstad van Oppenheim, dat viel onder het bisdom van Worms. Echter de kerk werd gebouwd in de Neustadt, op het gebied van het aartsbisdom Mainz en de Mainzer aartsbisschop claimde dan ook het patronaatsrecht van de nieuwe Catharinakerk. Koning Richard van Cornwall willigde de aanspraken van de aartsbisschop in en scheidde de beide kerken van elkaar. De grens van de bisdommen Worms en Mainz werd dwars door de stad vastgesteld.

### Verdere geschiedenis
In het jaar 1317 werd er een stift bij de kerk gevoegd terwijl er verder werd gebouwd aan de kerk. Rond 1360 kwamen de vieringsstoren en de gevels van het transept gereed. In de jaren 1415-1439 voegden de koorheren een in 1439 gewijd westelijk koor toe. Sinds 1556 werd de Catharinakerk een lutherse kerk en vanaf 1565 de calvinistische kerk van Oppenheim. Na de Westfaalse vrede van 1648 werd de kerk aan de calvinisten overgedragen. Het kerkgebouw werd door Franse troepen tijdens de Paltse successieoorlog op 31 mei 1689 verwoest. De daken en de vensters werden vernield en later stortten ook de gewelven in. Vanaf 1697 werd de kerk provisorisch hersteld, maar het westelijke koor bleef nog lange tijd een ruïne. In 1822 namen de geünieerde Lutheranen en Calvinisten het gebouw in gebruik.

### De wederopbouw
Het lukte de stad niet om de kerk te herbouwen. Men deed van alles om de staat van het gebouw te verbeteren en de ruïne te preserveren. Zo werd de toren met een barokke bekroning afgesloten.
In de jaren 1834 tot 1845 vond onder leiding van de architect Ignaz Opfermann een eerste grote renovatie plaats. In 1873 zette notaris Lippold tot de vorming van een bouwvereniging aan, die een restauratie moest voorbereiden. Onderwijl begon de bevolking de benodigde middelen te verzamelen. Vanaf 1889 werd begonnen met de tweede renovatie onder leiding van de bouwmeester van de dom van Wenen, Friedrich von Schmidt, en zijn zoon Heinrich von Schmidt. Ten dele werd de kerk in neogotische stijl vernieuwd. Het westelijk koor werd pas in 1937 weer van gewelven voorzien.
In de Tweede Wereldoorlog werden alle middeleeuwse ramen gedemonteerd en opgeslagen, de neogotische ramen uit de 19e eeuw leden daarentegen schade. Na de Tweede Wereldoorlog vonden er wederom renovatiewerkzaamheden plaats. Sinds 1978 werden omvangrijke restauratie- en conserveringsmaatregelen genomen aan de architectuur en gebrandschilderde ramen.

## De Oppenheimer Roos
De Catharinakerk heeft haar bekendheid vooral te danken aan de prachtige maaswerkvensters. De belangrijkste zijn de beide vensters in de zuidelijke gevel, het zogenaamde Lelievenster (Lilienfenster), dat in 1937 nieuwe beglazing kreeg, en de zogenaamde Oppenheimer Roos (Oppenheimer Rose), waarvan de glasdelen uit de 14e eeuw (1332-1333) nog grotendeels origineel zijn. Als basis voor het ontwerp van het venster diende de vijfbladige heggenroos, het symbool voor de liefde Gods voor de mensen. Het wapen van Oppenheim met de rijksadelaar siert het centrum van het venster. In een cirkel om het stadswapen zijn de wapens van de Oppenheimer raadsheren uit het jaar 1332-1333 gegroepeerd.

## Inrichting
Van de inrichting van de kerk is weinig overgebleven. Oorspronkelijk bevonden zich in de kerk meer dan 100 grafmonumenten. Daarvan werden veel vernietigd bij de verwoestingen van 1689. Onder de grafmonumenten die bewaard zijn gebleven zijn die van het echtpaar Johann von Dalberg en Anna von Bickenbach († 1415) en ook Anna von Dalberg († 1420) bezienswaardig.

## Orgel
Het grote orgel van de Catharinakerk werd in de jaren 2004-2006 door Gerald Woehl uit Marburg gebouwd. Het instrument bestaat deels uit historisch pijpmateriaal uit het orgel van Eberhard Friedrich Walcker uit het jaar 1871. Ook werd een zeventiental registers van het oude orgel ingebouwd. Het orgel heeft mechanische speeltracturen en mechanische koppelingen. De registertractuur is elektrisch.

## Michaëlskapel
Naast de kerk bevindt zich de Michaëlskapel met een knekelhuis. Hier worden de knekels van circa 20.000 mensen bewaard. Wanneer de kapel werd gebouwd is niet precies bekend, maar op grond van de bouwwijze wordt vermoed dat het om een 14e-eeuws gebouw gaat, de tijd dat veel mensen in Europa stierven aan hongersnood en pest en er veel knekelhuizen werden gebouwd. Het is het grootste knekelhuis in zijn soort in Duitsland. 

## Afbeeldingen

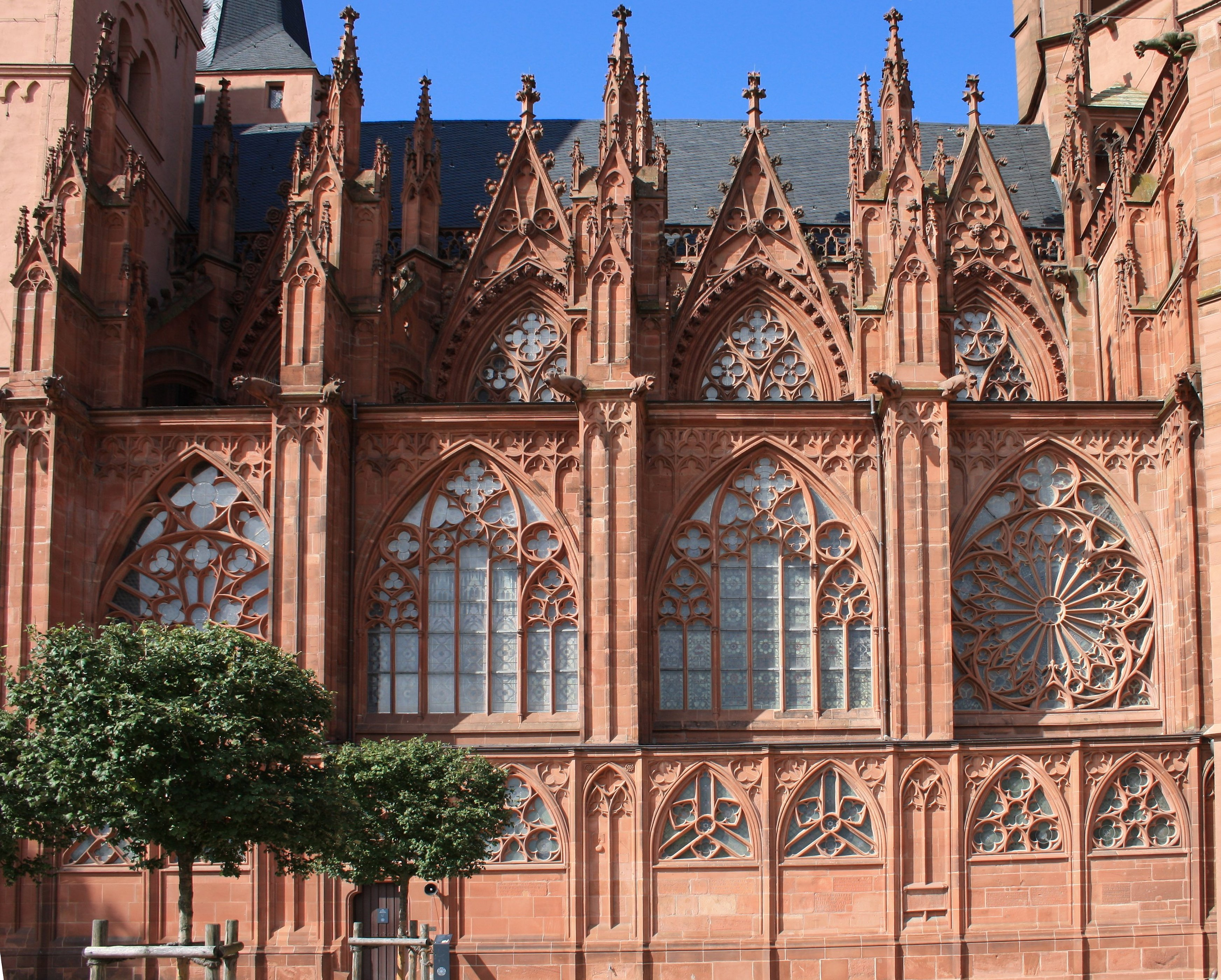
Maaswerk zuidelijke façade
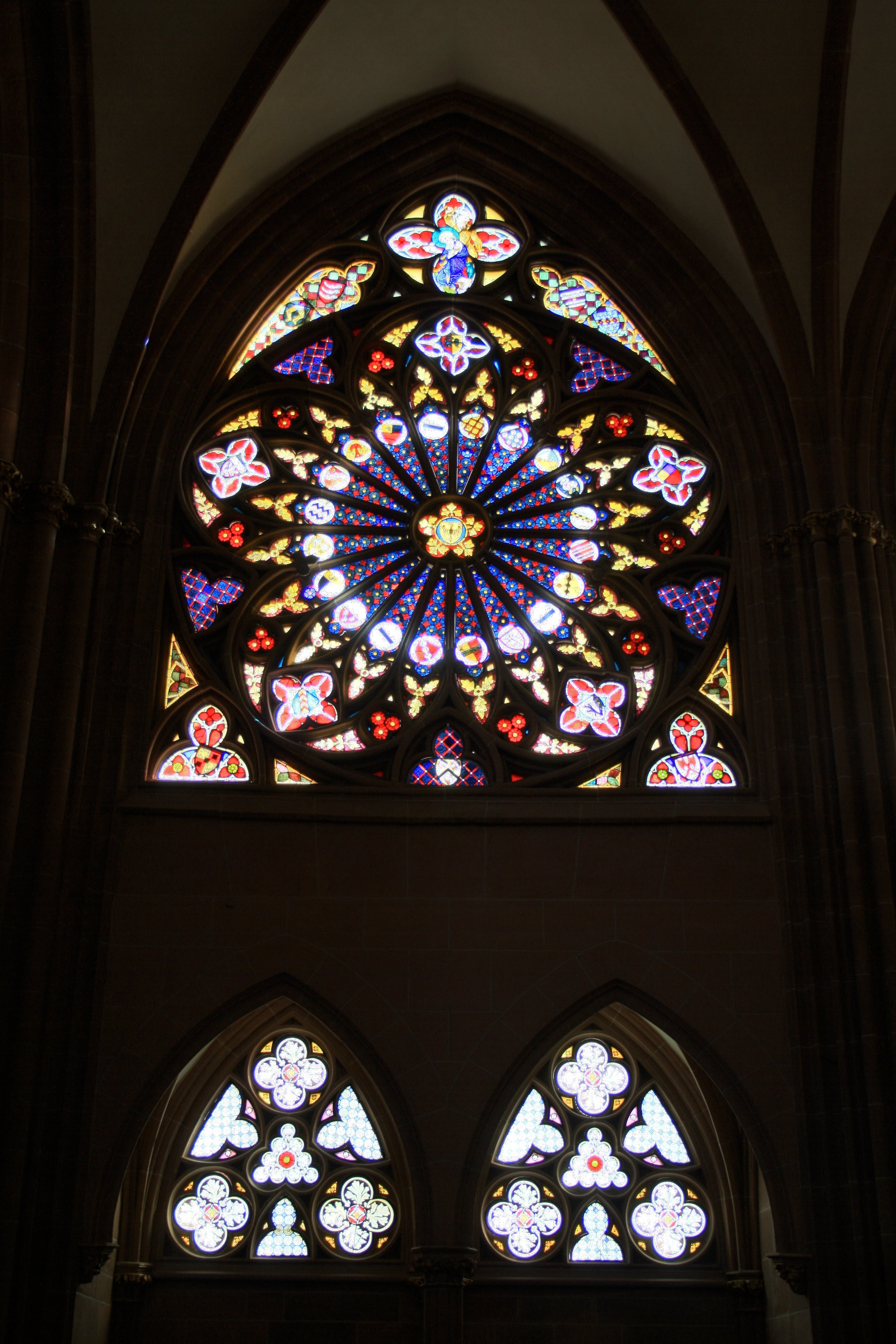
Oppenheimer Roos
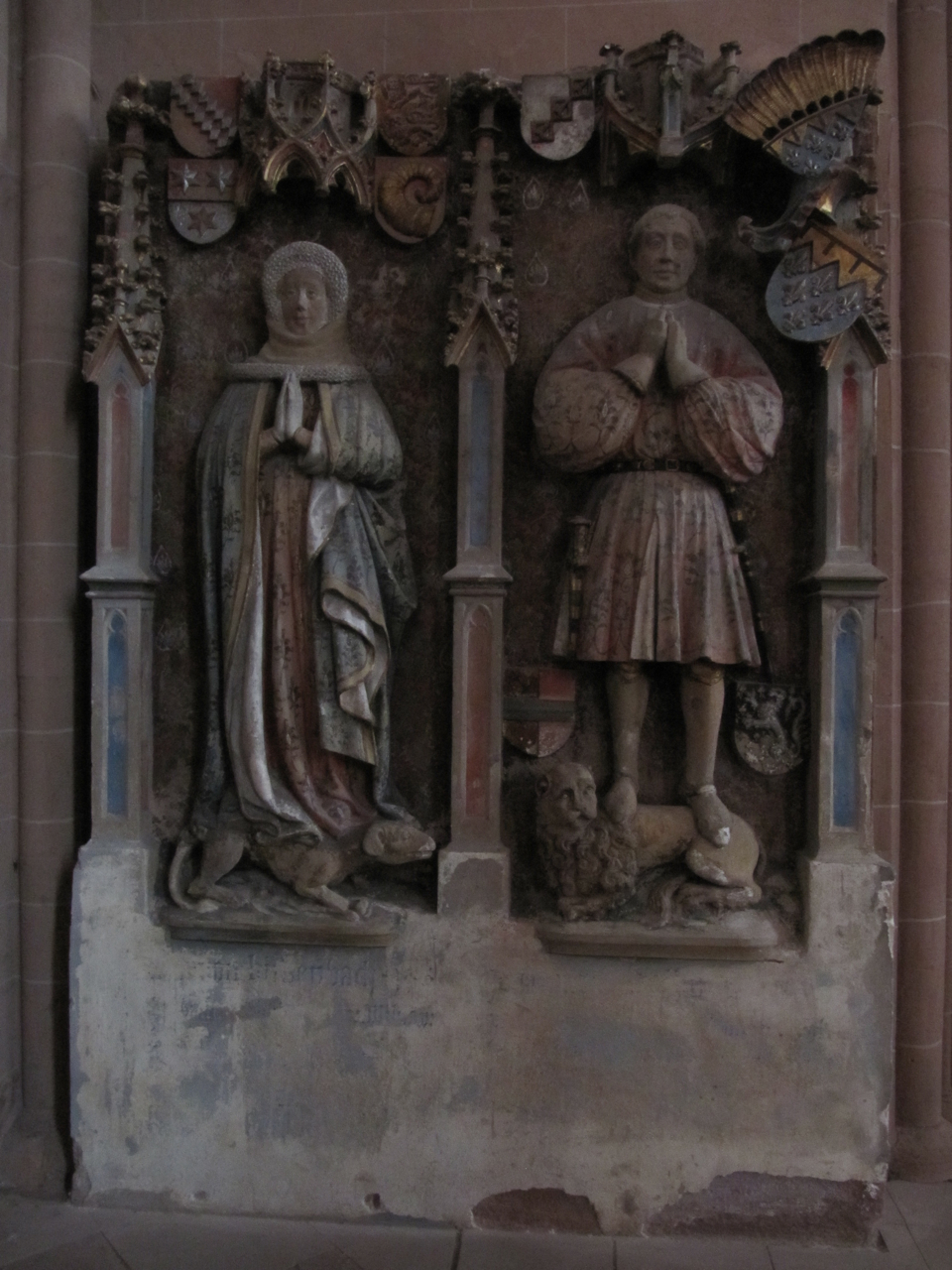
Grafmonument Johann von Dalberg en Anna von Bickenbach
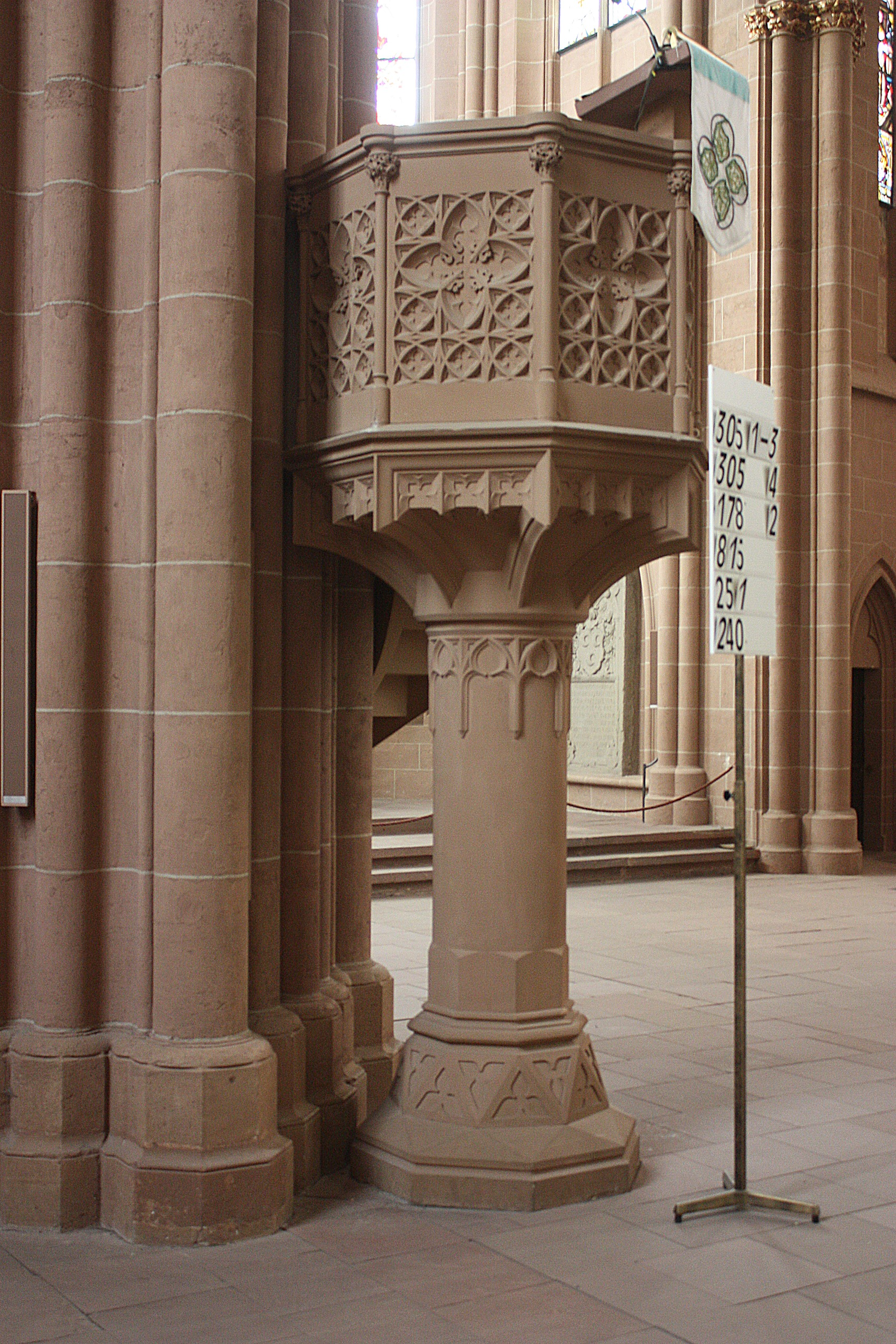
Kansel
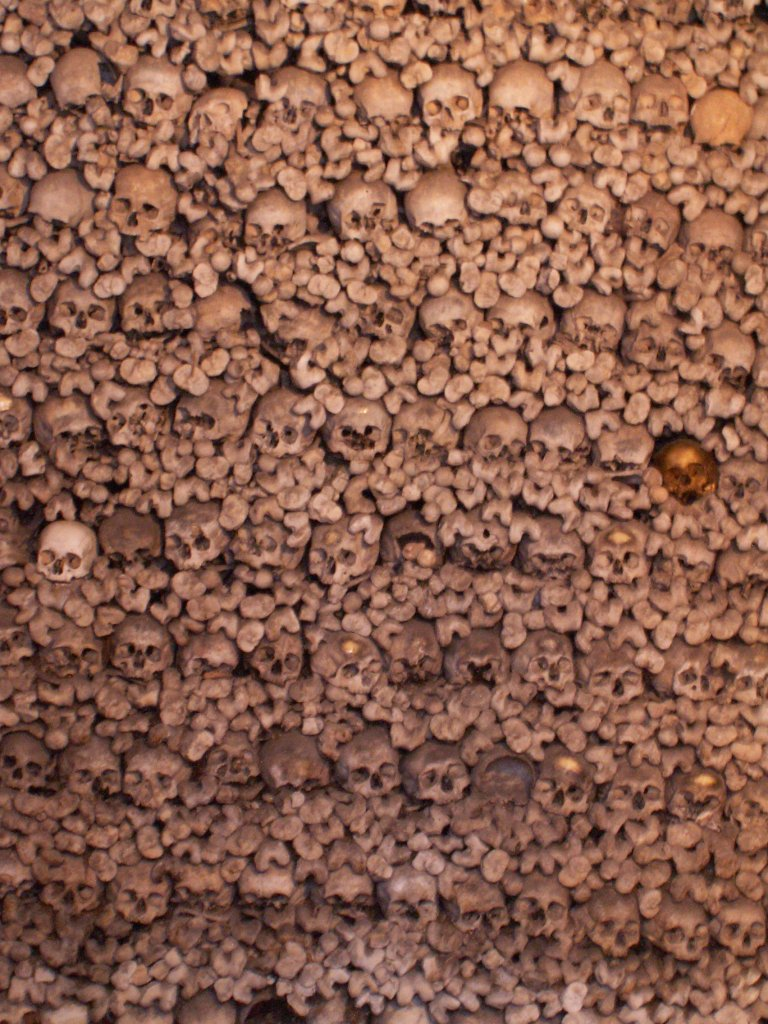
Knekelhuis